# Ivan Catalano
Ivan Catalano (Legnano, 17 ottobre 1986) è un politico italiano.

## Biografia
Nel 2010 è candidato al Consiglio regionale della Lombardia con il Movimento 5 Stelle nel collegio di Varese. Ottiene 273 preferenze, ma il proprio partito, fermo al 3%, non supera la soglia di sbarramento regionale.
L'anno successivo si candida a consigliere comunale di Busto Arsizio sempre col Movimento di Grillo, ottiene 68 preferenze, le quali non gli consentono di venire eletto in Consiglio comunale, risultando il primo dei non eletti. In seguito alle dimissioni di Giampaolo Sablich nel maggio del 2014, Catalano, nel frattempo divenuto deputato, gli subentra in Consiglio, venendo però criticato dagli attivisti M5S in quanto già uscito dal Movimento qualche mese prima.
Alle elezioni politiche del 2013 è eletto alla Camera dei deputati nelle liste del Movimento 5 Stelle, formazione che abbandona il 27 febbraio 2014, adducendo una gestione antidemocratica e populista del gruppo parlamentare; passa così al Gruppo misto.
Il 20 novembre successivo aderisce poi al Partito Liberale Italiano, iscrivendosi alla componente Partito Socialista Italiano (PSI)-Liberali per l'Italia (PLI) ed entrando così in un gruppo la cui maggioranza dei componenti hanno votato la fiducia al governo Renzi.
Successivamente, il 1º aprile 2015, abbandona la componente PSI-PLI del Gruppo misto per aderire al gruppo Scelta Civica per l'Italia; a causa di questo scelta Catalano viene espulso dal Partito Liberale Italiano.
Dal 17 dicembre 2015 è vicepresidente dalla Commissione parlamentare di inchiesta sugli effetti dell'utilizzo dell'uranio impoverito. Il 7 febbraio ne illustra i contenuti in conferenza stampa alla camera dei deputati.
Il 12 febbraio 2016 abbandona il gruppo di Scelta Civica e ritorna tra i non iscritti del Gruppo misto
Il 27 ottobre 2016 abbandona nuovamente il Misto per aderire nuovamente al gruppo di Scelta Civica ora denominato Civici e Innovatori, questa volta assieme alla deputata ex M5S Mara Mucci. Il 13 dicembre 2016 insieme al proprio gruppo vota la fiducia al governo Gentiloni ma si oppone al decreto Lorenzin sui vaccini obbligatori. Nel marzo 2018 termina il proprio mandato parlamentare, senza essere ricandidato.
Alle elezioni regionali in Emilia-Romagna del 2020 è candidato da indipendente con il Movimento 3V (Vaccini Vogliamo Verità) nella circoscrizione di Modena. Ottiene 130 preferenze, senza risultare eletto.
Dal maggio 2020 è membro di R2020, soggetto politico fondato insieme alla deputata Sara Cunial e al consigliere regionale del Lazio Davide Barillari, entrambi ex M5S.